# Aristolochia jingiangensis
Aristolochia jingiangensis là một loài thực vật có hoa trong họ Aristolochiaceae. Loài này được H.Zhang & C.K.Hsieh mô tả khoa học đầu tiên năm 1984.